# Тренін Володимир Володимирович
Тренін Володимир Володимирович (нар. 18 (31) грудня 1903, Єлисаветград, Херсонська губернія, Російська імперія — жовтень 1941, Західний фронт) — радянський літературознавець та критик. Фахівець із творчості Володимира Маяковського.

## Біографія
Володимир Тренін народився 18 (31) грудня 1903 року в Єлисаветграді. Навчався на архітектурному факультеті ВХУТЕМАС у Москві. Публікуватися почав 1928 року у журналі «Новый ЛЕФ».
Автор книги «В мастерской стиха Маяковского» (1937) та кількох статей про поетику Володимира Маяковського. Деякі статті про Маяковського були написані у співавторстві з Миколою Харджієвим, який у 1970 році включив їх до спільної з Треніним книги «Поэтическая культура Маяковского». Брав участь у редагуванні творів Маяковського. Член Спілки письменників з 1940 року.
Учасник Другої світової війни загинув на Західному фронті в жовтні 1941.

### Книги
- Гриц Т.[ru], Тренин В., Никитин М.[ru]. Словесность и коммерция. (Книжная лавка А. Ф. Смирдина) / Под ред. В. Б. Шкловского, Б. М. Эйхенбаума[ru]. — М. : Федерация[ru], 1929. — 373 с.
  -  — М. : Аграф, 2001. — 300 с. — (Литературная мастерская)
- Тренин В. В. Москва Нью-Иорк по воздуху… [Полет «Страны советов»]. — М. : Молодая гвардия[ru], 1930. — 32 с.
- Тренин В. В., Харджиев Н. И.[ru]. Повесть о механикусе Ползунове / Предисловие: Виктор Шкловский. — М. : ОГИЗ[ru], Молодая гвардия[ru], 1931. — 101 с.
- Тренин В. В «мастерской стиха» Маяковского. — М. : Советский писатель[ru], 1937. — 212 с. — (Как работали классики) — 10000 прим.
  -  — М. : Советский писатель[ru], 1978. — 184 с. — 30000 прим.
  -  — М. : Современный писатель[ru], 1991. — 240 с. — 10000 прим. — ISBN 5-265-02135-3.
- Тренин В., Харджиев Н.[ru]. Огненная машина: [Для старшего возраста] / Рисунки А. Давыдовой. — М. : Издательство детской литературы ЦК ВЛКСМ, 1939. — 80 с.
- Харджиев Н.[ru], Тренин В. Поэтическая культура Маяковского. — М. : Искусство[ru], 1970. — 328 с. — 10000 прим.

### Статті
- Тренин В. Пище-вкусовые жанры // Новый ЛЕФ[ru]. — 1928. — № 2.
- Тренин В. Тревожный сигнал друзьям // Новый ЛЕФ. — 1928.
- Тренин В. Рабкор и беллетрист // Литература факта. — 1929. — № 8.
- Тренин В. В. К истории поэмы «150 000 000» // Маяковский. Материалы и исследования. — М., 1940.
- Шаблон:Книга:Литературное наследство
- Шаблон:Книга:Литературное наследство
- Тренин В. В., Харджиев Н. И.[ru]. Маяковский о качестве стиха // Альманах с Маяковским. — М., 1934.